# Clara Immerwahr

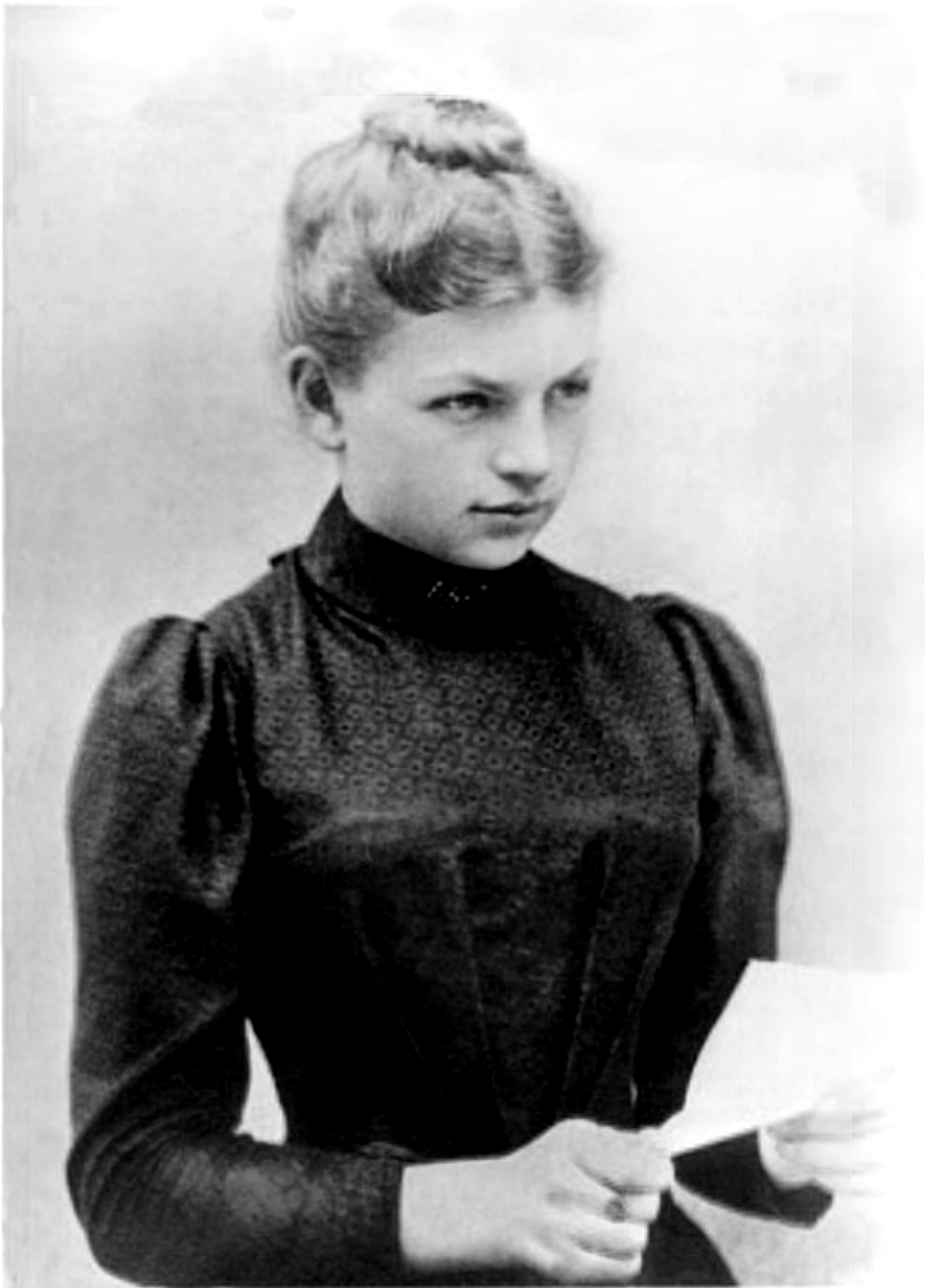
Clara Immerwahr

Clara Immerwahr (Polkendorff, 21 juni 1870 – Berlin-Dahlem, 2 mei 1915) was een Duitse scheikundige. Ze was de eerste uit Duitsland afkomstige vrouwelijke scheikundige met een doctorstitel en een feminist.

## Leven
Clara stamt af van een welgestelde joodse familie. Ze werd geboren als de jongste dochter van de gepromoveerde scheikundige Philipp Immerwahr en Anna Krohnde op de Polkendorff (nu Wojczyce, Polen) boerderij nabij Breslau (nu Wrocław, Polen), Neder-Silezië, Koninkrijk Pruisen. Ze werd na haar studie in 1900 als eerste vrouw toegelaten aan de universiteit van Breslau. Zij deed onderzoek in de fysische chemie naar de oplosbaarheid van slecht oplosbare zouten van kwik, koper, lood, cadmium en zink, met haar Beiträge zur Löslichkeitsbestimmung schwerlöslicher Salze des Quecksilbers, Kupfers, Bleis, Cadmiums und Zinks. Ze schreef haar proefschrift bij Richard Abegg in Breslau. Na haar verdediging op 22 december 1900 ontving zij haar doctorstitel met de onderscheiding magna cum laude.
In 1901 trouwde Immerwahr in Breslau met Fritz Haber (1868–1934). Uit het huwelijk werd één zoon geboren, Hermann (1902–1946).
Fritz Haber nam tijdens de Eerste Wereldoorlog als officier de wetenschappelijke verantwoordelijkheid op zich voor de ontwikkeling van strijdgassen. Clara bestreed zijn werk in het openbaar en beschreef het als een perversie van de wetenschap. Fritz Haber werd bevorderd na een succesvolle inzet van chloorgas tijdens een eerste gasaanval op 22 april 1915 bij Ieper. Clara pleegde enkele dagen na Habers terugkeer thuis zelfmoord door zich met zijn dienstwapen in de borst te schieten. Dit huis staat nog altijd op het terrein van het Fritz-Haber-Institut Berlin-Dahlem. Haber was hiervan echter niet erg onder de indruk en vertrok diezelfde dag nog naar het front om een nieuwe gasaanval voor te bereiden.